# Manumissio vindicta
Manumissio vindicta (łac. manumissio – wyzwolenie, uwolnienie spod władzy manus; vindicta – rodzaj laski, którą dotykano niewolnika na znak uwolnienia go) – w prawie rzymskim jest jednym ze sposobów wyzwolenia niewolnika, bardzo formalnym i odbywającym się przed pretorem (lub konsulem) i za jego zgodą (addictio) w postaci pozornego procesu o wolność. W procesie brać udział musiały trzy osoby – niewolnik mający zostać wyzwolony, właściciel tegoż niewolnika oraz osoba postronna (adsertor lub assertor libertatis – uznający za wolnego), której zadaniem w procesie było twierdzenie, że dany niewolnik jest osobą wolną.
Adsertor libertatis, porozumiawszy się z właścicielem dążącym do wyzwolenia niewolnika, dotykał niewolnika specjalną, służącą właśnie w celu wyzwalania laską, zwaną vindicta, jednocześnie oświadczając przed pretorem, że niewolnik ten jest osobą wolną. Właściciel niewolnika nie zaprzeczał temu, a pretor (lub konsul) zatwierdzał ustalony w ten sposób stan rzeczy.